# Jan Wisse
Jan Wisse (1965) is een Nederlands organist.

## Loopbaan
Wisse nam zijn eerste orgellessen bij Arie Joosse. Hierna studeerde hij piano en orgel bij Leen de Broekert aan de Zeeuwse Muziekschool in Middelburg. Hij begon in 1985 zijn orgelstudie aan het Koninklijk Conservatorium in Den Haag waar hij les kreeg van Johann Th. Lemckert. Hij behaalde daar zijn diploma's Docerend en Uitvoerend Musicus. Hierna studeerde hij nog bij Marie-Louise Langlais aan het Conservatoire Internationale de Musique in Parijs. Hij sloot in 1998 deze studie af met het bahalen van een Premier Prix.
Wisse werd in 1994 winnaar van het NCRV Van der Horst/De Klerk concours. Hij won in 1998 als tweede het internationale orgelconcours Rijnstreek in Nijmegen. Hij is als organist verbonden aan de Gereformeerde Gemeenten in Aagtekerke en voert vele concerten uit. Ook bracht hij bladmuziek uit en heeft hij een eigen lespraktijk. Hij is tussen 1996 en 2006 voorzitter geweest van de Vereniging van Organisten der Gereformeerde Gemeenten.

## CD
- Edskes-orgel, Aagtekerke

## Bladmuziek
- Met de klank der snaren
- Ik speel al met pedaal
- Eens was ik een vreemd'ling
- Neem Heer, mijn beide hande
- O God, die droeg ons voorgeslacht
- 't Is middernacht en in de hof
- Als ik het wond're kruis
- Ik wil mij gaan vertroosten
- Wilt gij van zonde en schuld zijn verlost
- 't Is geboren het godd'lijk Kind
- De Zilvervloo
- Een draaiersjongen
- Gedenk aan uw Schepper
- Tel uw zegeningen
- Be still for the precense of the Lord
- Groot is Uw trouw, o Heer
- Hoe groot zijt Gij
- Elk uur, elk ogenblik
- Vader, vol van mededogen
- Ik ga slapen, ik ben moe
- Stille nacht
- Nu zijt wellekome
- Komt allen tezamen